# Tropidion flavum
Tropidion flavum är en skalbaggsart som först beskrevs av Martins 1962.  Tropidion flavum ingår i släktet Tropidion och familjen långhorningar. Inga underarter finns listade i Catalogue of Life.